# Tequila
Tequilaⓘ – wysokoprocentowy, meksykański napój alkoholowy, produkowany ze sfermentowanego soku agawy niebieskiej (Agave tequilana). Nazwa pochodzi od miasta Tequila, centrum produkcji trunku.

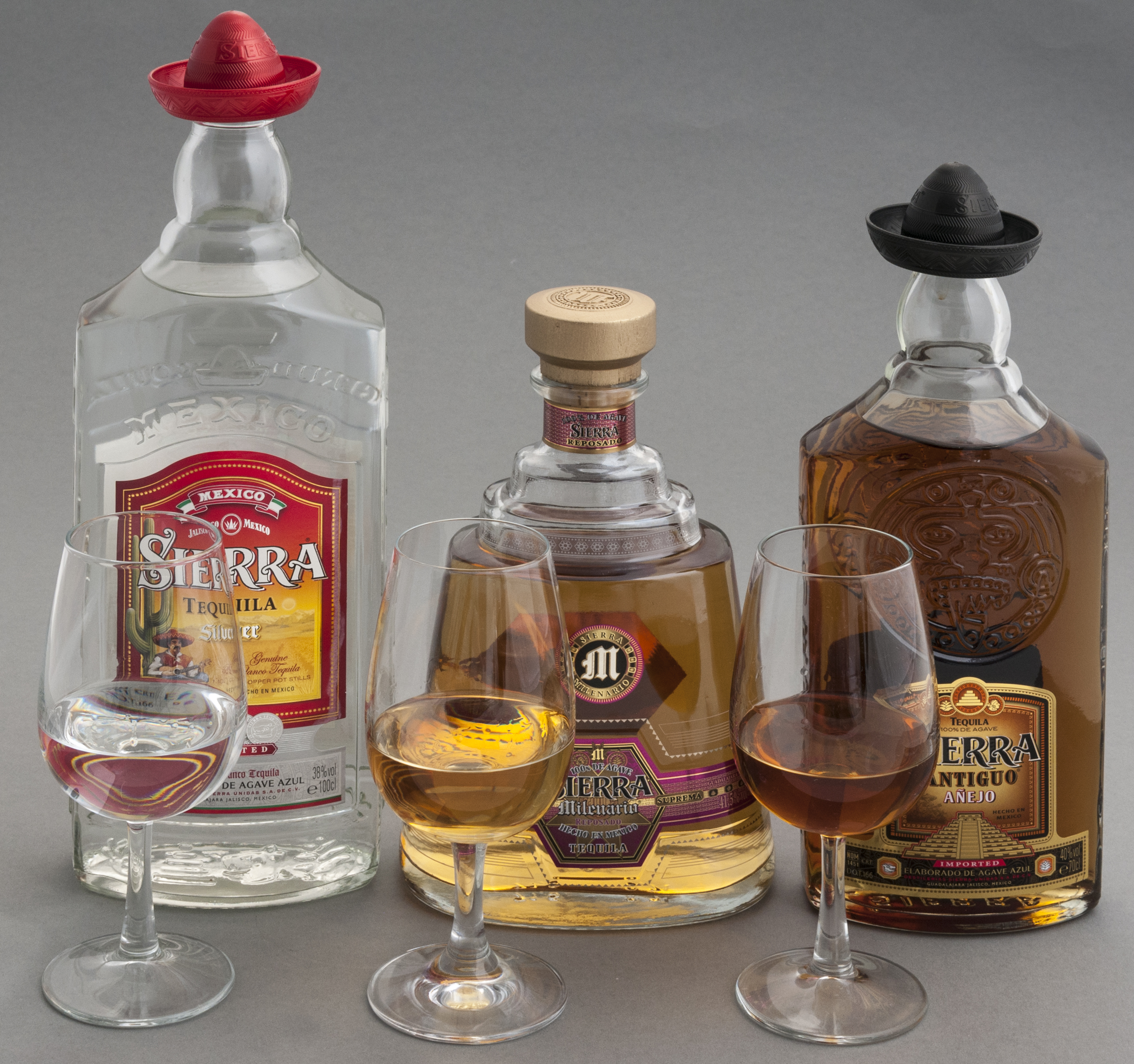
Tequila

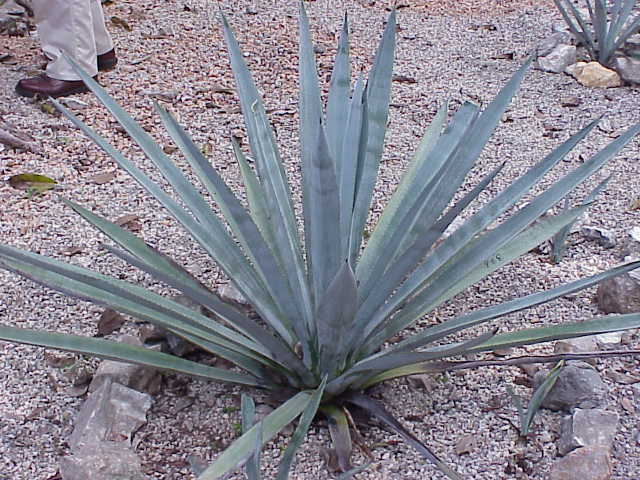
Agave tequilana

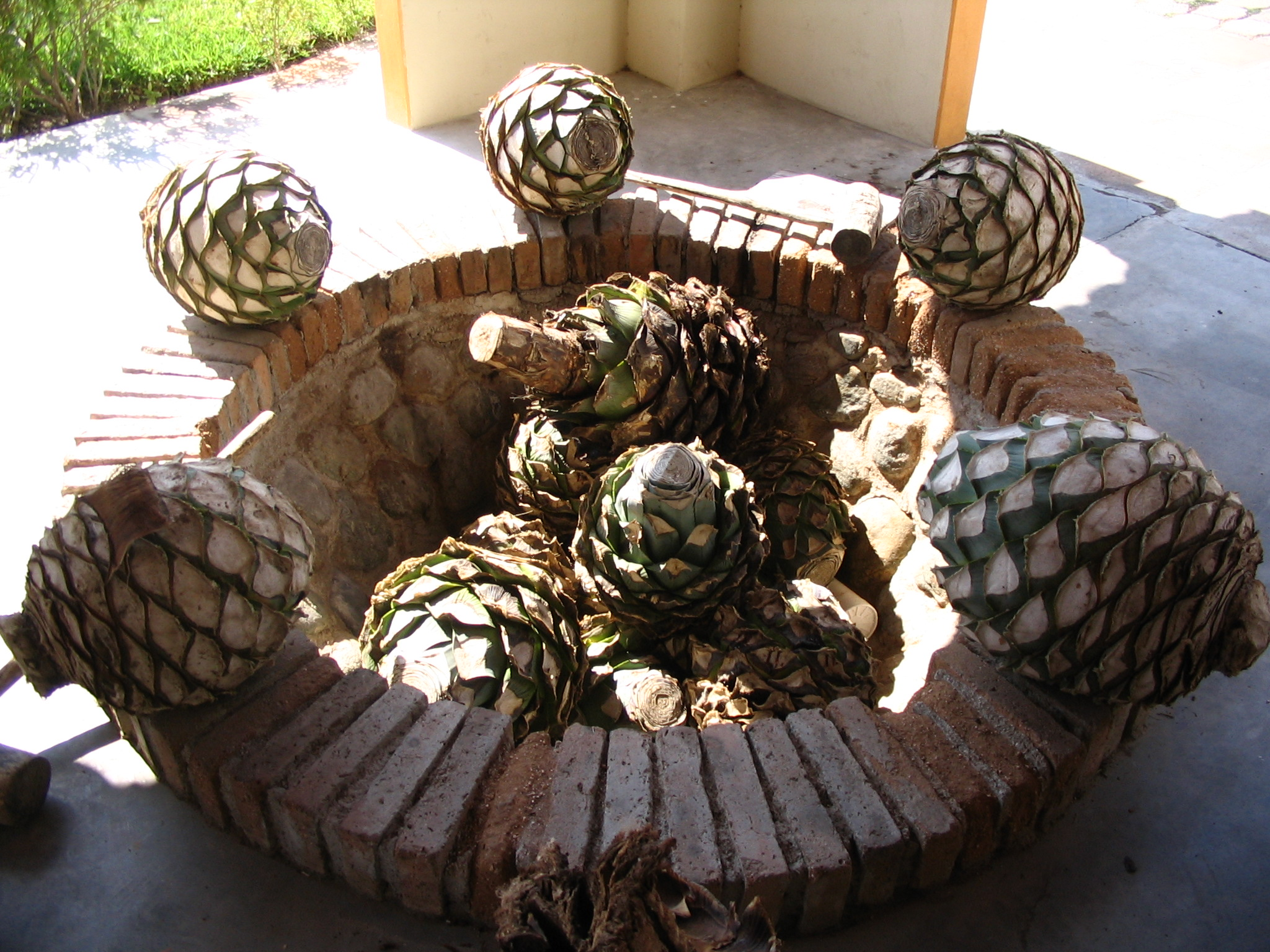
Rdzenie agawy (tzw. piñas)

W 2006 roku uprawy agawy oraz zabytkowe zakłady przetwórcze w regionie Tequili zostały wpisane na listę światowego dziedzictwa UNESCO.

## Nazwa
Nazwa trunku została bezpośrednio przyjęta od nazwy meksykańskiego miasteczka Tequila w stanie Jalisco, stanowiącego centrum produkcji tequili. Początkowo wódka nazywana była „mezcalem z Tequili”, a od połowy XIX w. – tequilą. 
Uważa się, że słowo tequila jest spokrewnione ze słowami z języka rdzennych mieszkańców regionu nazywanego nahuatl – téquitl, oznaczającym 'pracę, stanowisko, zatrudnienie, zmęczenie' i tlan, oznaczającym 'miejsce'. 
Według meksykańskiego historyka Joségo Maríi Murii istnieje wiele interpretacji pierwotnego znaczenia terminu tequila jako określenia miejsca. Tequila mogło oznaczać 'miejsce pracy' lub nawet 'kamieniołom obsydianu', lecz według niego poprawne interpretacje pod względem etymologicznym to 'miejsce, gdzie tną' i 'miejsce, gdzie pewne prace są ukończone'.    

## Historia
Nie jest do końca jednoznacznie ustalone, kiedy w Meksyku zaczęto stosować destylację, czy już przed przybyciem kolonizatorów hiszpańskich. Wiadomo jednak, że została ona rozpowszechniona w XVII w. po przybyciu Europejczyków.      
Na początku XVII w. Pedro Sánchez de Tagle (1661–1723), markiz Altamiry, sprowadził się do Tequili, gdzie założył wytwórnię mezcalu. Zapoczątkował przemysłową produkcję mezcalu w regionie, przez co nazywany jest „ojcem tequili”. Niewiele wiadomo na temat produkcji mezcalu w pierwszych dwóch stuleciach po kolonizacji Meksyku. W 1608 roku gubernator Nowego Królestwa Galicji opodatkował mezcal, by chronić importowane trunki hiszpańskie. W XVIII w. wraz z usprawnieniem procesu destylacji, produkcja mezcalu zaczęła wzrastać, lecz najbardziej popularnym trunkiem pozostawała pulque.     
Tequilę w formie, jaka znana jest dzisiaj, wyprodukowano po raz pierwszy na początku XIX w. w Guadalajarze. Bardzo długo tequila była mało znanym trunkiem lokalnym. Z czasem zyskała popularność w Stanach Zjednoczonych, by następnie być eksportowana na cały świat. Rozpowszechnieniu sprzyjało poszerzenie się wachlarza marek dostępnych na rynku. Lista miejsc uprawnionych do destylacji alkoholu oznaczanego jako tequila jest ograniczona, m.in. do miasta Tequilo i okolic Guadalajary.
W 2006 roku uprawy agawy oraz zabytkowe zakłady przetwórcze w regionie Tequili zostały wpisane na listę światowego dziedzictwa UNESCO.

## Wytwarzanie
Tequila to meksykański wysokoprocentowy napój alkoholowy. Według oficjalnych przepisów powinien zawierać 35–55% alkoholu. Trunek jest destylatem sfermentowanego soku z agawy niebieskiej. 

### Uprawa agawy
Agawy uprawiane są w sadach zwanych potreros. W przeciwieństwie do agaw przeznaczonych na mezcal, rośliny muszą pochodzić ze stanów Jalisco, Guanajuato, Michoacán, Nayarit albo Tamaulipas . W tradycyjnych uprawach pomiędzy rzędami agaw rośnie nadal kukurydza i fasola. Na powierzchni 1 akra rośnie od 1000 do 2000 roślin. Rosną one osiem–dziesięć lat, zanim nadają się do zbiorów, a często są zbierane nawet po dwunastu latach . Starsze i bardziej dojrzałe rośliny są bogatszym źródłem cukrów. 
Podczas uprawy agawy są systematycznie czyszczone (barbeo) i prowokowane do rośnięcia przez nacinanie końcówek liści maczetami. Większość upraw prowadzona jest ręcznie, a tradycyjne metody są przekazywane z pokolenia na pokolenie. Usuwanie chwastów również odbywa się ręcznie, choć w nowoczesnych uprawach często stosuje się pestycydy i sztuczne nawozy. Dodatkowe nawadnianie pól nie jest potrzebne – agawy są naturalnie przystosowane do suchego klimatu, a nawadnianie nie wpływa na poprawę jakości upraw. 
W warunkach naturalnych po upływie 8–14 lat agawa kwitnie, tworząc wysoką (do 10 m) łodygę z kwiatami (quiote lub quixotl). Młoda i miękka łodyga jest zbierana i jedzona jako warzywo. Jednak na uprawach agaw do produkcji tequili nie dopuszcza się do wytworzenia łodygi, aby zapewnić ciągły wzrost rdzenia rośliny (tzw. piña), która zawiera najwięcej cennych cukrów. Gdy piña jest dojrzała i nadaje się do zbioru, nieznacznie się zmniejsza i przyjmuje kasztanowate zabarwienie, a na liściach pojawiają się czerwonawe plamki.

### Zbiory
Zbiory trwają przez cały rok, ponieważ agawy nie dojrzewają jednocześnie. Kiedy piña jest już dojrzała, zostaje odcięta tuż przy ziemi. Następnie specjalnym narzędziem (coa) zostaje odcięte ok. 200 mięsistych, dwumetrowych liści z kolcami (pencas). Hodowcy sprzedający piñas na wagę są skłonni do pozostawiania większej części liści przy piña niż farmerzy, którym producent płaci stawkę dzienną. Dobry żniwiarz (tzw. jimador) potrafi zebrać ponad tonę surowca dziennie. Przygotowane do transportu piñas są podobne do szyszki sosnowej i ważą od 36 do 136 kilogramów, a największe mogą osiągać nawet 226 kilogramów. Zostają on przewiezione do producenta, gdzie są cięte na połowy lub ćwiartki przed upieczeniem.

### Pieczenie (gotowanie)

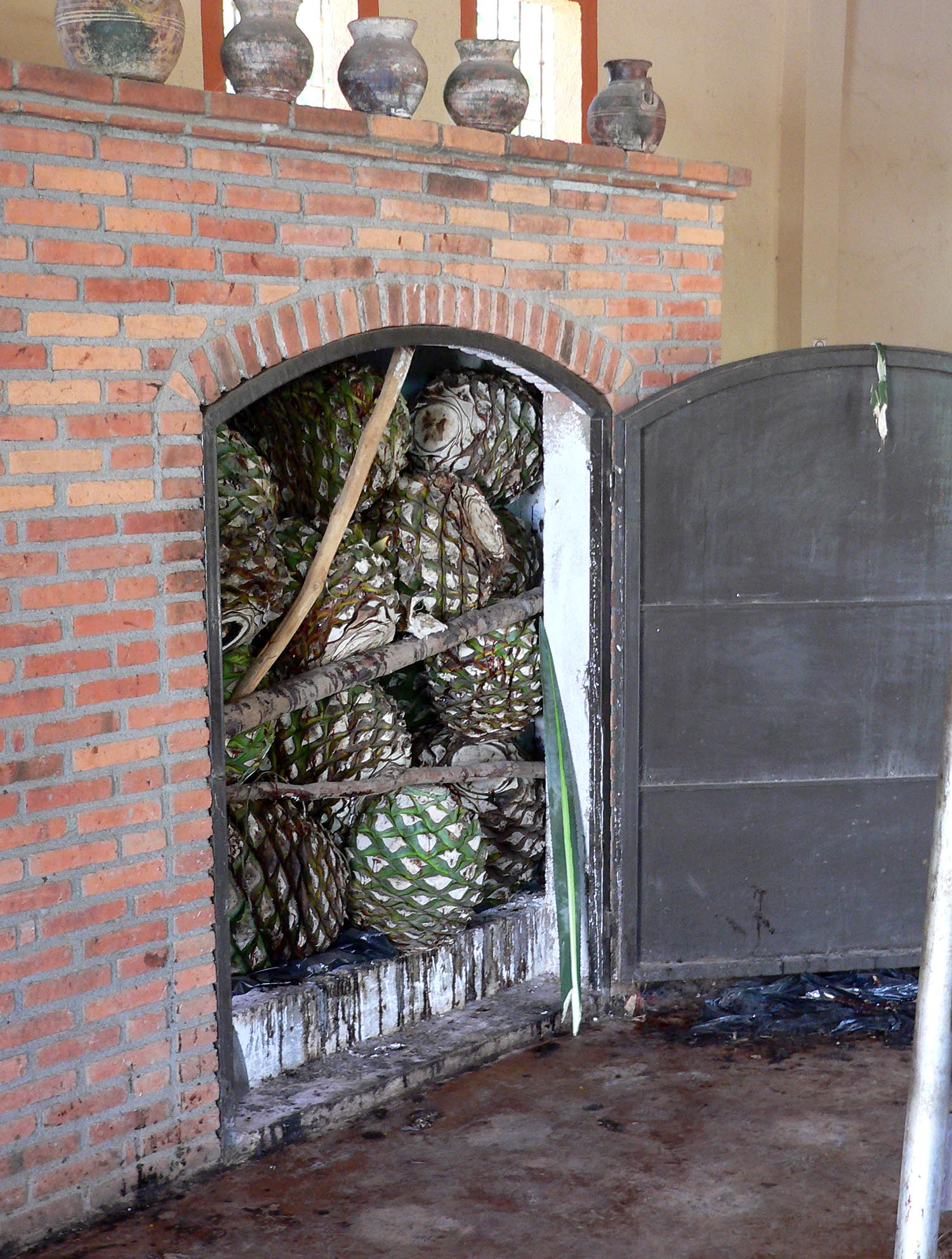
Piec do pieczenia piñas

Do uzyskania 1 litra tequili potrzebne jest około 7 kg piña, a więc z jednej rośliny uzyskuje się 6–20 litrów trunku. Często przed rozpoczęciem właściwego procesu gotowania piñas są wstępnie podgotowywane, aby usunąć woski, które mogą wpłynąć na gorzki smak soku. Właściwy proces gotowania ma na celu zmianę węglowodanów zawartych w roślinie w fermentowalne cukry oraz zmiękczenie piña, aby łatwiej oddała sok. Tradycyjnie piñas są wolno pieczone w specjalnych kamiennych lub ceglanych piecach przez 50–72 godzin w temperaturze 60–85 °C – pozwala to zmiękczyć włókna i uniknąć karmelizacji cukrów. Więksi producenci skracają ten proces, gotując piñas w nowoczesnych parowych autoklawach przez 8–14 godzin. Po ugotowaniu piñas smakują jak słodki ziemniak.

### Przygotowanie brzeczki
Ugotowane piñas tradycyjnie stygły 24–36 godzin, a następnie były rozbijane drewnianymi młotkami i mielone, aby oddzielić sok od miąższu. Obecnie używa się do tego celu mechanicznych rozdrabniarek, które rozbijają i szatkują piñas. Odciśnięty z rozdrobnionego miąższu dość kwaśny sok (aguamiel – tzw. woda miodowa) trafia do kadzi, gdzie dodawane są drożdże i rozpoczyna się fermentacja.

### Fermentacja
Fermentacja prowadzona jest w zbiornikach z drewna lub stali nierdzewnej przez 7 do 12 dni, jednak przez dodanie środków chemicznych może być skrócona do 2–3 dni. Dłuższa fermentacja powoduje powstanie bardziej wyrazistego smaku. Kiedy do produkcji używane są niedojrzałe rośliny lub ich mniejsza ilość do brzeczki dodaje się szyszki trzcinowe lub brązowy cukier, jednak tak uzyskana tequila nie może być oznakowana „100% agawa”. W wyniku fermentacji otrzymuje się lekko musujący napój pulque zawierający 5–7% alkoholu. Napój ten był znany już Aztekom i używano go m.in. do celów rytualnych.

### Destylacja
Gotowa pulque jest kierowana do podwójnej destylacji. Odbywa się ona w miedzianych alembikach lub w kolumnach destylacyjnych ze stali nierdzewnej. Trwa 4–8 godzin. Pierwsza destylacja (ordinaro) daje zawartość 20% alkoholu i trwa 1,5–2 godziny. W drugiej otrzymuje się płyn o zawartości alkoholu 55% i trwa 3–4 godziny. Otrzymany destylat składa się z trzech frakcji. Pierwsza cabeza (dosł. 'czoło') zawiera najwięcej alkoholu oraz zbędnych aldehydów i jest odrzucana. Druga el corazon (dosł. 'serce') pozostaje do dalszej produkcji. Trzecia – colos (dosł. 'ogon') jest odrzucana lub dodawana do destylacji kolejnej partii. 
Po destylacji pozostaje osad, który jest odrzucany. Tequila tuż po destylacji jest bezbarwna. Często destylat uzupełniany jest demineralizowaną wodą, aby obniżyć poziom alkoholu do 40%. Ostatecznie tequila trafia do kadzi i drewnianych beczek, gdzie rozpoczyna się dojrzewanie.

### Dojrzewanie i kupaż
O ostatecznym wyglądzie i aromacie tequili decyduje w dużej mierze sposób dojrzewania trunku. Do leżakowania używa się używanych dębowych beczek (po burbonie, sherry, whisky, koniaku), a czasem nowych, które dają ostrzejszy smak. Zmienianie beczek ze starych na nowe podczas leżakowania także może zmienić kolor i smak trunku. Dwa podstawowe rodzaje tequili to:
- oro („gold tequila”) – barwniki przenikają z beczek[6] albo są dodawane, czasami wraz z substancjami smakowymi (używa się karmelu, fruktozy, gliceryny, aromatów drewna)[14][15]
- blanco („silver tequila”) – bezbarwna, jest butelkowana bezpośrednio po destylacji lub pozostaje krótko w kadziach ze stali nierdzewnej[14].

W zależności od czasu dojrzewania można wyróżnić dodatkowe kategorie tequili oro :
- reposado – leżakuje w beczkach dębowych co najmniej 2 miesiące jednak nie dłużej niż rok[14]
- añejo – leżakuje od 1 roku do 3 lat w beczkach dębowych, przez co uzyskuje charakterystyczną barwę (od żółtej do brunatnej), smak i aromat[12][15]
- muy añejo albo extra añejo – leżakuje 3-9 lat w beczkach dębowych[12], przy czym po ok. 5 latach jakość spada[10] .

Ostateczny produkt jest kupażowany. Polega to na mieszaniu tequili z różnych beczek o podobnym wieku. Ma to na celu uzyskanie jednolitego, regularnego aromatu i smaku dla danej partii. Na rynku dostępnych jest także kilka tequili, które pochodzą tylko z jednej beczki.

### Butelkowanie
Przed butelkowaniem tequila jest filtrowana przez węgiel aktywowany lub filtry celulozowe. Oryginalna tequila wytworzona w 100% z agawy jest zawsze (nazwa stała się zastrzeżona 30 czerwca 1999) butelkowana w Meksyku i może mieć oznaczenie Hecho en Mexico. Jedynie tequila mixto (nie w 100% z agawy) może być butelkowana poza krajem.

## Sposoby picia

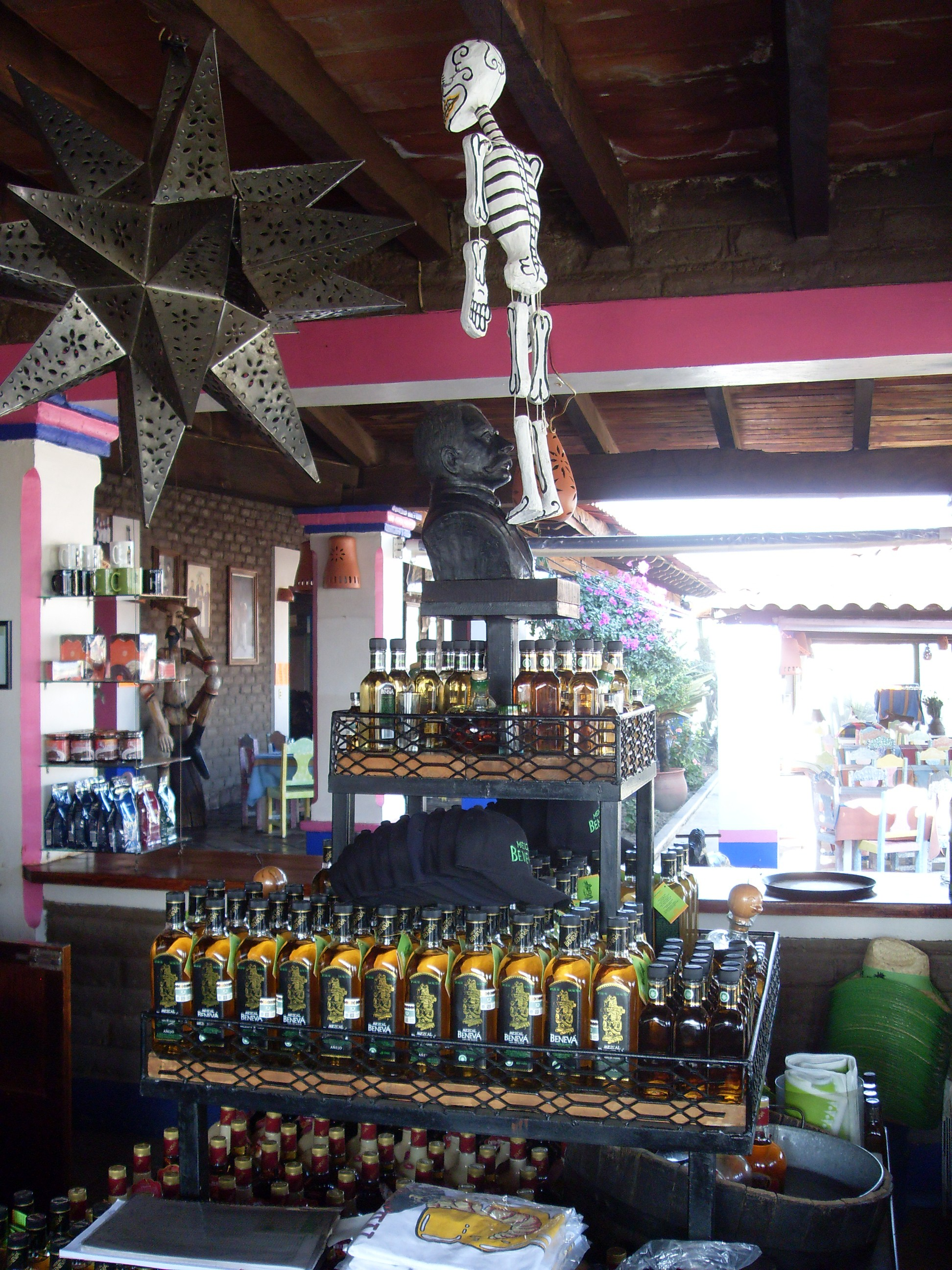
Sklepik z mezcalem w Meksyku

W Polsce rozpowszechnione jest picie tequili w kieliszkach (tzw. shotach) razem z różnymi dodatkami: 
- Blanco („silver tequila”) – z solą i cytryną (bądź limonką)[12]
- Oro („gold tequila”) – z cynamonem i pomarańczą (lub tak samo jak Blanco)[13].

Pijący najpierw zlizuje sól/cynamon nasypany na złączenie kciuka i palca wskazującego, a następnie wypija zawartość kieliszka i zagryza cytryną/pomarańczą/limonką.
Tequila jest także podstawą wielu koktajli, m.in. margarity. W Meksyku tradycyjnie pije się tequilę z sangritą, tj. sokiem pomidorowym z dodatkami (sok z limonki, sok pomarańczowy, pikantne przyprawy).
W przypadku tequili starzonej spożywa się ją samą, sącząc ze specjalnego kieliszka.

## Drinki
- Caramba
- Margarita
- Tequila sunrise
- Tequila sunset